# Liste der Fornminnen in Stöde

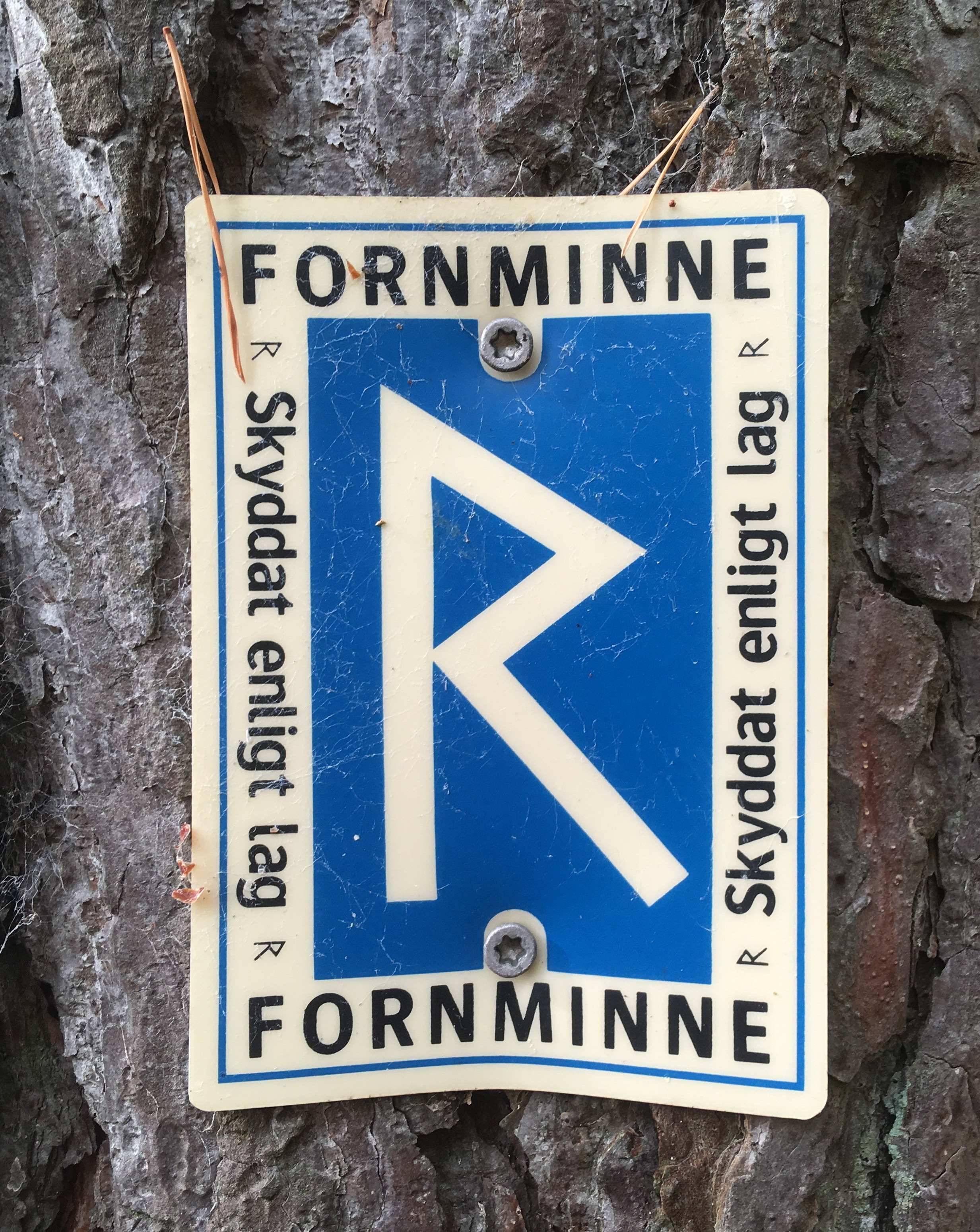
Zeichen für „Fornminnen“ in Schweden

Diese Liste der Fornminnen in Stöde zeigt die „Alten/antiken Denkmale“ (schwedisch fornminnen) im ehemaligen Socken Stöde in der heutigen Gemeinde Sundsvall der schwedischen Provinz Västernorrlands län, sie ist eine Teilliste der „Liste der Fornminnen in Västernorrland“. Die Aufteilung basiert auf der historischen Zuordnung der Gebiete in Socken (siehe auch) und der Einteilung des Zentralamts für Denkmalpflege Riksantikvarieämbetet (RAÄ). Es werden die Fornminnen aufgeführt, die auf dem Suchdienst „Fornsök“ registriert sind, welcher weitere Informationen zu den bekannten kulturhistorischen Überresten in Schweden enthält.

## Begriffserklärung
Fornminnen (schwedisch für alte/antike Denkmale oder archäologische Funde) sind in Schweden alte Objekte und archäologische Funde (Fornlämningar), welche die Überreste menschlicher Aktivitäten in der Vergangenheit bezeichnen, die durch frühere Nutzung entstanden sind und dauerhaft aufgegeben wurden. Dabei gilt für Fornminnen, die vor 1850 entstanden sind, dass sie automatisch durch das Gesetz geschützt sind. Aber auch jüngere Überreste können zu Bodendenkmalen erklärt werden, wenn sie sich an ihrem ursprünglichen Standort befinden und weitgehend erdgebunden sind. Als Fornminnen zählen u. a. Siedlungen und Siedlungsreste aus prähistorischer Zeit, Gräber und Grabstätten, Burgruinen, Ruinen von Klöstern, Kirchen und Schlössern, Steine und Felsen mit Inschriften und Bildern (z. B. Runensteine und Petroglyphen), insofern sie nicht schon als Einzeldenkmal unter Byggnadsminnen (schwedisch für Baudenkmale) oder kyrkliga Kulturminnen (schwedisch für kirchliches Kulturgut) ausgewiesen sind.

## Legende
| ID           | = | ID.Nr. des Denkmalregisters (Fornsök) im schwedische Amt für nationales Kulturerbe (Riksantikvarieämbetet (RAÄ)) |
| Lage         | = | Koordinatenangabe des Standorts                                                                                  |
| Bezeichnung  | = | Bezeichnung des Denkmalobjekts (auch RAÄ-Nr.)                                                                    |
| Beschreibung | = | Name (Denkmaltyp/Dokumentenverweis im Arkivsök) sowie eine kurze Beschreibung des Objekts                        |
| Bild         | = | Bild des Objekts sowie Verweis auf weitere Bilder                                                                |

## Liste Fornminnen Stöde
| ID             | Lage    | Bezeichnung (RAÄ-Nr.) | Beschreibung | Bild           |
| -------------- | ------- | --------------------- | --- | -------------- |
| 10249600070001 | (Karte) | Stöde 7:1             | Stöde 7:1 (Hausfundament / L1935:882) rechteckiges (20 x 9 m) Hausfundament am Südufer des Ljungan nördlich bei der Ortschaft Öckne westlich Fanbyn; mit erkennbaren Mauerresten und einem Pfostenloch auf einer Terrasse. Direkt nördlich davon befindet sich das Hügelgrab Stöde 7:2 (L1935:883) | Weitere Bilder |
| 10249600070002 | (Karte) | Stöde 7:2             | Stöde 7:2 (Hügelgrab / L1935:883) rundes (etwa 7 m Durchmesser) Hügelgrab mit ca. 1 m Höhe am Südufer des Ljungan nördlich bei der Ortschaft Öckne westlich Fanbyn; mit größeren Stein (1 m lang, 0,6 m breit und 0,5 m hoch) am Westrand, Nordteil weitestgehend durch Scheunenbau abgetragen, welche wahrscheinlich auf den Resten einer ehemaligen Kapelle errichtet wurde. Direkt südlich davon befindet sich das Hausfundament Stöde 7:1 (L1935:882) | Weitere Bilder |
| 10249600100001 | (Karte) | Stöde 10:1            | Stöde 10:1 (Hügelgrab / L1935:1509) Beschreibung ergänzen | Weitere Bilder |
| 10249600100002 | (Karte) | Stöde 10:2            | Stöde 10:2 (Steinsetzung / L1935:1511) Beschreibung ergänzen | Weitere Bilder |
| 10249600120001 | (Karte) | Stöde 12:1            | Stöde 12:1 (Hügelgrab / L1935:1687) Beschreibung ergänzen | Weitere Bilder |
| 10249600120002 | (Karte) | Stöde 12:2            | Stöde 12:2 (Hügelgrab / L1935:909) Beschreibung ergänzen | Weitere Bilder |
| 10249600250001 | (Karte) | Stöde 25:1            | Stöde 25:1 (Grab- und Siedlungsfläche / L1935:6272) etwa 80 x 50 m große ehemalige Siedlungsfläche, bestehend aus einer Hausterrasse und 4 Grabhügeln südlich der Ortschaft Vigge am Ostufer des Sees Viggesjön, etwa 13 km südlich Stöde. Die ca. 30 x 10 m große Terrasse ist tw. mit Steinen und einer Rinne umgeben und wird heute für Gottesdienste unter freien Himmel genutzt, wofür im nordwestlichen Teil ein Altar, eine Kanzel und ein Kreuz aus Holz aufgestellt wurden. Die runden Grabhügel haben bis zu 6 m Durchmesser und wurden tw. durch spätere Nutzung verändert. | Weitere Bilder |
| 10249600260001 | (Karte) | Stöde 26:1            | Stöde 26:1 (Hügelgrab / L1935:913) Beschreibung ergänzen | Weitere Bilder |
| 10249600260002 | (Karte) | Stöde 26:2            | Stöde 26:2 (Hügelgrab / L1935:1610) Beschreibung ergänzen | Weitere Bilder |
| 10249600260004 | (Karte) | Stöde 26:4            | Stöde 26:4 (Hügelgrab / L1935:1967) Beschreibung ergänzen | Weitere Bilder |
| 10249600270001 | (Karte) | Stöde 27:1            | Stöde 27:1 (Hügelgrab / L1935:1358) Beschreibung ergänzen | Weitere Bilder |
| 10249600280001 | (Karte) | Stöde 28:1            | Stöde 28:1 (Hügelgrab / L1935:989) Beschreibung ergänzen | Weitere Bilder |
| 10249600280002 | (Karte) | Stöde 28:2            | Stöde 28:2 (Hügelgrab / L1935:1359) Beschreibung ergänzen | Weitere Bilder |
| 10249600290001 | (Karte) | Stöde 29:1            | Stöde 29:1 (Hügelgrab / L1935:808) Beschreibung ergänzen | Weitere Bilder |
| 10249600300001 | (Karte) | Stöde 30:1            | Stöde 30:1 (Hügelgrab / L1935:810) Beschreibung ergänzen | Weitere Bilder |
| 10249600300002 | (Karte) | Stöde 30:2            | Stöde 30:2 (Hügelgrab / L1935:809) Beschreibung ergänzen | Weitere Bilder |
| 10249600320001 | (Karte) | Stöde 32:1            | Stöde 32:1 (Steinsetzung / L1935:920) Beschreibung ergänzen | Weitere Bilder |
| 10249600340001 | (Karte) | Stöde 34:1            | Stöde 34:1 (Hügelgrab / L1935:6887) Beschreibung ergänzen | Weitere Bilder |
| 10249600360001 | (Karte) | Stöde 36:1            | Stöde 36:1 (Hügelgrab / L1935:6293) Beschreibung ergänzen | Weitere Bilder |
| 10249600370001 | (Karte) | Stöde 37:1            | Stöde 37:1 (Hügelgrab / L1935:6871) Beschreibung ergänzen | Weitere Bilder |
| 10249600380001 | (Karte) | Stöde 38:1            | Stöde 38:1 (Hügelgrab / L1935:986) Beschreibung ergänzen | Weitere Bilder |
| 10249600380002 | (Karte) | Stöde 38:2            | Stöde 38:2 (Hausfundament / L1935:988) Beschreibung ergänzen | Weitere Bilder |
| 10249600380003 | (Karte) | Stöde 38:3            | Stöde 38:3 (Hausfundament / L1935:987) Beschreibung ergänzen | Weitere Bilder |
| 10249600380004 | (Karte) | Stöde 38:4            | Stöde 38:4 (Hügelgrab / L1935:1430) Beschreibung ergänzen | Weitere Bilder |
| 10249600520002 | (Karte) | Stöde 52:2            | Stöde 52:2 (Steinsetzung / L1935:6891) erhalten gebliebene Steinsetzung (etwa 4 x 3 m) aus einer ehemaligen Gruppe mit 2 Grabhügeln, welche beim Bau einer Forststraße zerstört wurden. Eine 1989 durchgeführte Untersuchung des Areals, welches sich etwa 1 km südlich Vigge östlich der Südspitze des Viggesjön befindet; ergab das die ehemaligen Grabhügel (zwischen 3 und 5 m Durchmesser) durch den Straßenbau vollständig deformiert wurden, die Steinsetzung konnte jedoch erhalten und restauriert werden.                                                                    | Weitere Bilder |
| 10249600530001 | (Karte) | Stöde 53:1            | Stöde 53:1 (Hügelgrab / L1935:6964) runder (ca. 5,5 m Durchmesser) Grabhügel südlich der Ortschaft Vigge am Ostufer des Sees Viggesjön, ca. 13 km südlich Stöde; bewachsen und tw. durch Bewirtschaftung verändert | Weitere Bilder |
| 10249600590001 | (Karte) | Stöde 59:1            | Stöde 59:1 (Steinsetzung / L1935:1044) Beschreibung ergänzen | Weitere Bilder |
| 10249600600001 | (Karte) | Stöde 60:1            | Stöde 60:1 (Hausfundament / L1935:1641) Beschreibung ergänzen | Weitere Bilder |
| 10249601020001 | (Karte) | Stöde 102:1           | Stöde 102:1 (Hügelgrab / L1935:6480) Beschreibung ergänzen | Weitere Bilder |
| 10249601030001 | (Karte) | Stöde 103:1           | Stöde 103:1 (Hügelgrab / L1935:6481) Beschreibung ergänzen | Weitere Bilder |
| 10249601050001 | (Karte) | Stöde 105:1           | Stöde 105:1 (Hügelgrab / L1935:975) Beschreibung ergänzen | Weitere Bilder |
| 10249601070001 | (Karte) | Stöde 107:1           | Stöde 107:1 (Grab- und Siedlungsfläche / L1935:7088) etwa 80 x 45 m große ehemalige Siedlungsfläche im Nordosten von Stöde, zwischen den Grundstücken Kärvstavägen 39 und 41, bestehend aus 4 bis zu 10 m Durchmesser großen Grabhügeln und einer Hausterrasse (11 x 8 m) sowie einem runden Steinkreis (ca. 4 m Durchmesser). Etwa 70 m südöstlich davon befinden sich die Hügelgräber Stöde 115:1 (L1935:1200) und Stöde 115:2 (L1935:1199) | Weitere Bilder |
| 10249601080001 | (Karte) | Stöde 108:1           | Stöde 108:1 (Hügelgrab / L1935:803) Beschreibung ergänzen | Weitere Bilder |
| 10249601090001 | (Karte) | Stöde 109:1           | Stöde 109:1 (Hügelgrab / L1935:805) Beschreibung ergänzen | Weitere Bilder |
| 10249601090002 | (Karte) | Stöde 109:2           | Stöde 109:2 (Hügelgrab / L1935:804) Beschreibung ergänzen | Weitere Bilder |
| 10249601110001 | (Karte) | Stöde 111:1           | Stöde 111:1 (Steinsetzung / L1935:990) Beschreibung ergänzen | Weitere Bilder |
| 10249601110002 | (Karte) | Stöde 111:2           | Stöde 111:2 (Steinsetzung / L1935:967) Beschreibung ergänzen | Weitere Bilder |
| 10249601120001 | (Karte) | Stöde 112:1           | Stöde 112:1 (Hügelgrab / L1935:969) Beschreibung ergänzen | Weitere Bilder |
| 10249601120002 | (Karte) | Stöde 112:2           | Stöde 112:2 (Hügelgrab / L1935:968) Beschreibung ergänzen | Weitere Bilder |
| 10249601130001 | (Karte) | Stöde 113:1           | Stöde 113:1 (Hügelgrab / L1935:1838) Beschreibung ergänzen | Weitere Bilder |
| 10249601140001 | (Karte) | Stöde 114:1           | Stöde 114:1 (Steinhügelgrab / L1935:1151) Beschreibung ergänzen | Weitere Bilder |
| 10249601150001 | (Karte) | Stöde 115:1           | Stöde 115:1 (Hügelgrab / L1935:1200) rundes (etwa 8 m Durchmesser) Hügelgrab im Nordosten von Stöde, bei Grundstück Kärvstavägen 41; mit sichtbaren Steinen und beschädigten Hügelkamm. Direkt nördlich davon befindet sich Hügelgrab Stöde 115:2 (L1935:1199) und 70 m nordwestlich die Siedlungsfläche Stöde 107:1 (L1935:7088) | Weitere Bilder |
| 10249601150002 | (Karte) | Stöde 115:2           | Stöde 115:2 (Hügelgrab / L1935:1199) rundes (etwa 6 m Durchmesser) Hügelgrab im Nordosten von Stöde, bei Grundstück Kärvstavägen 41; mit 2 größeren Steinen (bis zu 1,5 m) im Südwesten. Direkt südlich davon befindet sich Hügelgrab Stöde 115:1 (L1935:1200) und 70 m nordwestlich die Siedlungsfläche Stöde 107:1 (L1935:7088) | Weitere Bilder |
| 10249601170001 | (Karte) | Stöde 117:1           | Stöde 117:1 (Wallburg / L1935:1375) Beschreibung ergänzen | Weitere Bilder |
| 10249601340001 | (Karte) | Stöde 134:1           | Stöde 134:1 (Hügelgrab / L1935:7273) Beschreibung ergänzen | Weitere Bilder |
| 10249601340002 | (Karte) | Stöde 134:2           | Stöde 134:2 (Hügelgrab / L1935:6739) Beschreibung ergänzen | Weitere Bilder |
| 10249601340003 | (Karte) | Stöde 134:3           | Stöde 134:3 (Hügelgrab / L1935:6646) Beschreibung ergänzen | Weitere Bilder |
| 10249601350001 | (Karte) | Stöde 135:1           | Stöde 135:1 (Steinsetzung / L1935:6722) Beschreibung ergänzen | Weitere Bilder |
| 10249601350002 | (Karte) | Stöde 135:2           | Stöde 135:2 (Hügelgrab / L1935:6723) Beschreibung ergänzen | Weitere Bilder |
| 10249601830001 | (Karte) | Stöde 183:1           | Stöde 183:1 (Hausfundament / L1935:6172) Reste eines Hausfundaments (15 x 7 m) am Nordufer des Sees Stödesjön, südlich des Grundstücks Nedansjövägen 12; bestehend aus dem Überrest einer Steinmauer am Ostgiebel und sichtbarer Rinne im Nordteil; mit Gestrüpp bewachsen und Resten eines Steinhaufens | Weitere Bilder |
| 10249601840001 | (Karte) | Stöde 184:1           | Stöde 184:1 (Steinsetzung / L1935:6121) Beschreibung ergänzen | Weitere Bilder |